# Miami Dolphins 2017
La stagione 2017 dei Miami Dolphins è stata la 52ª della franchigia, la 48ª nella National Football League e la seconda con Adam Gase come capo-allenatore. Dopo il record di 10-6 e la qualificazione ai playoff dell'anno precedente, la squadra è scesa a un record di 6-10. Il quarterback titolare delle ultime stagioni Ryan Tannehill, si è infortunato gravemente nella pre-stagione, perdendo tutta l'annata. Al suo posto è stato richiamato il veterano ex Chicago Bears Jay Cutler, che alla fine della stagione 2016 aveva annunciato il ritiro dal football professionistico.

## Scelte nel Draft 2017
| Scelte dei Dolphins nel Draft 2016 |        |                    |       |                |
| Giro                               | Scelta | Giocatore          | Ruolo | College        |
| 1                                  | 22     | Charles Harris     | DE    | Missouri       |
| 2                                  | 54     | Raekwon McMillan   | LB    | Ohio State     |
| 3                                  | 97     | Cordrea Tankersley | CB    | Clemson        |
| 5                                  | 164    | Isaac Asiata       | G     | Utah           |
| 5                                  | 178    | Davon Godchaux     | DT    | LSU            |
| 6                                  | 194    | Vincent Taylor     | DT    | Oklahoma State |
| 7                                  | 237    | Isaiah Ford        | WR    | Virginia Tech  |

## Staff
| Staff dei Miami Dolphins nel 2017 |
| --- |
| Organi dirigenziali - Chairman/General Partner – Stephen Ross - Vice Chairman/Partner – Jorge Perez - Vice Chairman – Don Shula - Presidente/CEO – Tom Garfinkel - General Manager – Dennis Hickey - Assistente General Manager – Eric Stokes - Executive Vice President of Football Administration – Dawn Aponte - Executive Vice President of Football Operations – Mike Tannenbaum - Manager of Football Administration – Ryan Herman - Direttore del personale – Joe Schoen - Direttore degli osservatori del college – Chris Grier - Direttore degli osservatori dei professionisti – Anthony Hunt Capo allenatore - Adam Gase - Assistente – Darren Rizzi Altri allenatori - Preparatore atletico – Dave Puloka - Assistente - Jim Arthur - Assistente - Ted Rath Allenatori dell'attacco - Coordinatore offensivo – Clyde Christensen - Quarterback – Bo Hardegree - Running Back – Danny Barrett - Wide Receiver – Shawn Jefferson - Assistente Wide Receiver - Ben Johnson - Tight End – Shane Day - Offensive Line – Chris Foerster - Assistente Offensive Line – Jeremiah Washburn - Controllo qualità attacco - Chris Kuper Allenatori della difesa - Coordinatore difensivo – Matt Burke - Defensive Line – Terrell Williams - Assistente Defensive Line - Andre Carter - Assistente Linebacker - Charlie Bullen - Defensive Back – Lou Anarumo - Assistente Defensive Back - Daronte Jones - Controllo qualità - Rusty McKinney - Assistente senior/Specialista pass rush - Jim Washburn Allenatori dello special team - Assistente Special Team: Marwan Maalouf |

## Roster
| Roster dei Miami Dolphins nel 2017 |
| --- |
| Quarterback - 6 Jay Cutler - 8 Matt Moore Running Back - 32 Kenyan Drake - 34 Senorise Perry - 26 Damien Williams Wide Receiver - 88 Leonte Carroo - 19 Jakeem Grant - 14 Jarvis Landry - 11 DeVante Parker - 10 Kenny Stills Tight End - 80 Anthony Fasano - 48 MarQueis Gray - 89 Julius Thomas Offensive Linemen - 68 Isaac Asiata G - 64 Jake Brendel C - 74 Jermon Bushrod G - 77 Jesse Davis G - 70 Ja'Wuan James T - 62 Ted Larsen G - 51 Mike Pouncey C - 71 Eric Smith T - 65 Anthony Steen C - 67 Laremy Tunsil T Defensive Linemen - 50 Andre Branch DE - 78 Terrence Fede DE - 56 Davon Godchaux DT - 90 Charles Harris DE - 95 William Hayes DE - 97 Jordan Phillips DT - 93 Ndamukong Suh DT - 53 Vincent Taylor DT - 91 Cameron Wake DE Linebacker - 59 Chase Allen MLB - 47 Kiko Alonso OLB - 45 Mike Hull MLB - -- Rey Maualuga MLB - 57 Trevor Reilly OLB - 94 Lawrence Timmons OLB Defensive Back - 35 Walt Aikens SS - 29 Nate Allen FS - 25 Xavien Howard CB - 20 Reshad Jones SS - 41 Byron Maxwell CB - 28 Bobby McCain CB - 5 Torry McTyer CB - 2 Maurice Smith FS - 30 Cordrea Tankersley CB - 31 Michael Thomas FS - 42 Alterraun Verner CB Special Team - 92 John Denney LS - 16 Matthew Haack P - 1 Cody Parkey K Lista delle riserve - 49 Lamin Barrow MLB (IR) - 15 Isaiah Ford WR (IR) - 36 Tony Lippett CB (IR) - 22 T.J. McDonald FS (Sospeso) - 52 Raekwon McMillan MLB (IR) - 55 Koa Misi OLB (IR) - 87 Rashawn Scott WR (PUP) - 17 Ryan Tannehill QB (IR) Squadra di allenamento - 7 Brandon Doughty QB - 83 Thomas Duarte TE - 63 Sean Hickey T - 18 Malcolm Lewis WR - 21 Jordan Lucas CB - 75 Cameron Malveaux DE - 81 Drew Morgan WR - 57 Trevor Reilly OLB - 38 De'Veon Smith RB - 98 Gabe Wright DT 53 attivi, 8 inattivi |
| Legenda - I rookie sono in corsivo. - Il primo ruolo è il principale mentre gli eventuali successivi indicano i ruoli secondari. - (IR) sta per Injured Reserve ed indica la lista ristretta per un solo giocatore infortunato che può tornare ad allenarsi dopo la settimana 6 e a rientrare in prima squadra dopo che questa ha giocato 8 partite. - (NF-Inj.) / (NF-Ill.) stanno rispettivamente per Non-Football Injured e Non-Football Illness ed indicano le liste dove viene inserito un giocatore che ha un infortunio o una malattia non dipendente dal football americano. - (PUP) sta per Physically Unable to Perform ed indica la lista dove viene inserito un giocatore mentre è in attesa di recuperare la condizione fisica. Nella stagione regolare dopo la sesta partita giocata dalla propria squadra, il giocatore ha tempo tre settimane per riprendere ad allenarsi, più tre settimane aggiuntive dal suo rientro agli allenamenti per rientrare in prima squadra. |

## Calendario

### Stagione regolare
Il calendario della stagione è stato annunciato il 20 aprile 2017.
| Turno | Data               | Avversario              | Risultato          | Record             | Stadio                   | NFL.com recap      |
| ----- | ------------------ | ----------------------- | ------------------ | ------------------ | ------------------------ | ------------------ |
| 1     | Settimana di pausa | Settimana di pausa      | Settimana di pausa | Settimana di pausa | Settimana di pausa       | Settimana di pausa |
| 2     | 17/9               | at Los Angeles Chargers | V 19–17            | 1–0                | StubHub Center           | Recap              |
| 3     | 24/9               | at New York Jets        | S 6–20             | 1–1                | MetLife Stadium          | Recap              |
| 4     | 1/10               | New Orleans Saints      | S 0–20             | 1–2                | Wembley Stadium (Londra) | Recap              |
| 5     | 8/10               | Tennessee Titans        | V 16–10            | 2–2                | Hard Rock Stadium        | Recap              |
| 6     | 15/10              | at Atlanta Falcons      | V 20–17            | 3–2                | Mercedes-Benz Stadium    | Recap              |
| 7     | 22/10              | New York Jets           | V 31–28            | 4–2                | Hard Rock Stadium        | Recap              |
| 8     | 26/10              | at Baltimore Ravens     | S 0–40             | 4–3                | M&T Bank Stadium         | Recap              |
| 9     | 5/11               | Oakland Raiders         | S 24–27            | 4–4                | Hard Rock Stadium        | Recap              |
| 10    | 13/11              | at Carolina Panthers    | S 21–45            | 4–5                | Bank of America Stadium  | Recap              |
| 11    | 19/11              | Tampa Bay Buccaneers    | S 20–30            | 4–6                | Hard Rock Stadium        | Recap              |
| 12    | 26/11              | at New England Patriots | S 17–35            | 4–7                | Gillette Stadium         | Recap              |
| 13    | 3/12               | Denver Broncos          | V 35–9             | 5–7                | Hard Rock Stadium        | Recap              |
| 14    | 11/12              | New England Patriots    | V 27–20            | 6–7                | Hard Rock Stadium        | Recap              |
| 15    | 17/12              | at Buffalo Bills        | S 16–24            | 6–8                | New Era Field            | Recap              |
| 16    | 24/12              | at Kansas City Chiefs   | S 13–29            | 6–9                | Arrowhead Stadium        | Recap              |
| 17    | 31/12              | Buffalo Bills           | S 16–22            | 6–10               | Hard Rock Stadium        | Recap              |

Note
- Gli avversari della propria division sono in grassetto.
- A causa del potenziale impatto dell'Uragano Irma, la partita Buccaneers-Dolphins fu spostata dalla settimana 1 (10 settembre) alla settimana 11 (19 novembre), nella quale entrambe le squadre avrebbero dovuto avere il turno di pausa.[4]

## Premi individuali

### Pro Bowler
La safety Reshad Jones è stato inizialmente l'unico giocatore dei Dolphins convocato per il Pro Bowl 2018. In seguito si è aggiunto il wide receiver Jarvis Landry, selezionato al posto dell'infortunato DeAndre Hopkins.

### Premi settimanali e mensili
- Cody Parkey:

giocatore degli special team della AFC della settimana 2
- Jay Cutler:

quarterback della settimana 9
- Xavien Howard:

difensore della AFC della settimana